# Qihoo 360
Qihoo 360 (Chinesisch: 奇 虎 360; pinyin: Qíhǔ Sānliùlíng), vollständiger Name Qihoo 360 Technology Co. Ltd., ist ein chinesisches Unternehmen für IT-Sicherheit, das für seine Antivirus-Software bekannt ist. Es wurde von Zhou Hongyi und Qi Xiangdong im Juni 2005 gegründet. Im Juni 2014 hatte Qihoo 360 rund 496 Millionen Nutzer für seine Internet-Security-Produkte und etwa 641 Millionen Nutzer für seine Antivirus-Produkte für mobile Endgeräte. Der Hauptsitz des Unternehmens befindet sich im Pekinger Bezirk Chaoyang. Die Unternehmenswebsite befindet sich, gemessen am Alexa-Internet-Rang, auf Platz 23 der meistaufgerufenen Webseiten im Internet und auf Platz 9 in China.

## Produkte
- 360 Internet Security ist ein Programm für Internetsicherheit, das am 11. Juni 2013 gestartet wurde.
- 360 Mobile Security ist eine Sicherheitssoftware für mobile Geräte mit Android-Betriebssystem und erschien erstmals am 11. Juni 2013.
- 360 Safeguard ist Internet-Sicherheitssoftware mit einem Antvirusprogramm und Systemoptimierung.
- 360 Secure Browser ist ein Webbrowser für eine bessere Sicherheit beim Surfen im Internet. Es kann aus einem Layout für Internet Explorer, Google Chrome und Apple Safari ausgewählt werden.
- 360 Mobile Assistant ist ein Datenspeicherverwaltungsprogramm für mobile Geräte, mit dem Benutzer Android-Apps von ihrem PC herunterladen, installieren und verwalten können.
- 360 Security ist die internationale Version der Antivirenprodukte.
- 360 Total Security ist ein Programm für die Sicherheit und Systemoptimierung von Windows-Betriebssystemen.

## Finanzierung und Umsatz
Zu den Hauptumsatzquellen von Qihoo 360 gehören Werbeflächen auf der 360-Startseite sowie die Umsatzbeteiligungen mit Spieleentwicklern, die ihre Spiele auf dem 360 Mobile Assistant veröffentlicht haben. Der Umsatz im Jahr 2012 gliederte sich wie folgt:
- 67 % aus Werbeeinnahmen
- 31 % aus Mehrwertdienstleistungen
- weniger als 1 % aus dem Verkauf von Software an Dritte.

Der Umsatz stieg um 96 % von 167,9 Millionen US-Dollar im Jahr 2011 auf 329,0 Millionen US-Dollar im Jahr 2012.

## Geschichte
Das Unternehmen wurde im Jahr 2005 von Zhou Hongyi und Qi Xiangdong gegründet. Qihoo 360 startete mit dem Online-Verkauf von Antivirus-Software an Drittanbieter. Bald darauf erkannten sie das Potenzial des Freemium-Geschäftsmodells im chinesischen Markt und stellten daraufhin einige Antiviren-Produkte kostenlos zur Verfügung. In kurzer Zeit gewannen die Sicherheitsprodukte daraufhin in China an Popularität und Marktanteil. Ihre aktuellen Umsätze werden durch Online-Werbung und -Dienste bei den Kunden sowie technischen Remote-Support und Systemintegration finanziert.
Im Sommer 2012 stieg Qihoo 360 in den Smartphone-Markt ein, indem es zusammen mit Haier, dem großen chinesischen Hersteller von Unterhaltungselektronik, das Battleship-Handy auf den Markt brachte. Qihoo 360 sagte, dass Haier die Hardware bereitstellen wird, während Qihoo 360 sich auf die Anpassung der Software konzentrieren wird. Qihoo 360 erhielt am ersten Tag mehr als 220.000 Vorbestellungen für das auf Android basierende Smartphone.
Im Jahr 2012 trat Qihoo 360 durch die Einführung von so.com in den Suchmarkt ein und konkurrierte damit direkt mit Baidu, der dominierenden Suchmaschine in China. Sein Anteil an Unique Visits im Markt ist dabei auf 10,52 % angewachsen. „Sōu“ (搜) bedeutet auf Chinesisch „Suchen“. Am 18. Juli 2013 startete Qihoo seine neue Suchmaschine leidian.com, die auf den mobilen Markt spezialisiert ist. Das Unternehmen gab Ende Juli 2013 bekannt, dass es in frühen Gesprächen die Suchmaschine Sogou.com von Sohu.com für rund 1,4 Milliarden US-Dollar gekauft habe.
Im Jahr 2013 gab das Unternehmen bekannt, die Marktstellung international ausbauen zu wollen und warb um Unterstützung für die Sprachen Englisch, Russisch, Japanisch, Spanisch, Deutsch, Französisch und Koreanisch. Am 11. Juli 2014 hat das Unternehmen ein Venture-Capital im Silicon Valley gegründet. Anfang 2015 hat Qihoo seine so.com-Suchmaschine umbenannt, um auf haosou.com umzuleiten. „Hao“ bedeutet auf Chinesisch „gut“; Haosou bedeutet also so viel wie „gute Suchmaschine“.
Am 18. Dezember 2015 gab Qihoo 360 bekannt, bei einem Deal im Wert von rund 9,3 Milliarden US-Dollar mit einer Investorengruppe zugestimmt zu haben. Am 18. Juli 2016 kaufte Qihoo 360 ein Großteil von Opera Software für 600 Millionen US-Dollar auf. Am 4. November 2016 wurde die Übernahme mit Golden Brick Capital abgeschlossen.
Im Dezember 2017 beschloss die chinesische Regierung aufgrund Bedenken gegenüber der Verletzungen der Privatsphäre und Persönlichkeitsrechte, das weit verbreitete Webcasting von Live-Security-Firmen-Kameras, privaten Webcams und IP-Kamera-Aufnahmen einzuschränken, indem sie entsprechende Leistungen von Qihoo einschränkte.

## Kritik
Qihoo wurde von dem Wirtschaftsmagazin Forbes aufgrund seiner Beteiligung an verschiedenen Anti-Wettbewerbsklagen als streitlustige Firma beschrieben. Das Unternehmen war in Rechtsstreitigkeiten mit Tencent, sowie anderen Unternehmen wie Baidu, Emiage und Sogou beteiligt.
Das Unternehmen wurde von Anonymous beschuldigt, die Aufrufzahlen der Webseite zu hoch darzustellen, um Werbetreibende anzuziehen.
Die Antiviren-Test-Unternehmen AV-Comparatives aus Österreich, AV-Test aus Deutschland und Virus Bulletin aus Großbritannien haben Qihoo beschuldigt, sein mit einer Bitdefender-Engine ausgestattetes Anti-Virus zu testen, während die Konsumenten-Version nur Qihoos eigene QVM-Engine nutzt.